# Wanda dos Santos
Wanda dos Santos (São Paulo, 27 de dezembro de 1931 – São Paulo, 30 de junho de 2025) foi uma atleta brasileira afrodescendente das modalidades salto em altura e corrida com barreiras.

## Carreira
Sua carreira teve início nas pistas do colégio e do Clube Atlético Ypiranga, em 1943. Passou também pela Sociedade Esportiva Palmeiras até chegar no São Paulo Futebol Clube, em 1947, fazendo parte do elenco treinado pelo famoso alemão Dietrich Gerner, que também foi técnico de Adhemar Ferreira da Silva.
Representou o Brasil nos Jogos Olímpicos de Verão de 1952 em Helsinque, na Finlândia, e no Jogos Olímpicos de Verão de 1960 em Roma, na Itália.
Conquistou um total de quatro medalhas nos Jogos Pan-Americanos durante a carreira.
Wanda também foi professora de Educação Física para crianças do Ensino Fundamental.
Morreu no dia 30 de junho de 2025 aos 93 anos, vítima de uma infecção sanguínea aliada à desidratação severa.

## Participações nos Jogos Panamericanos[2]
| Cidade                 | Ano  | Modalidade         | Medalha |
| ---------------------- | ---- | ------------------ | ------- |
| Buenos Aires (ARG)     | 1951 | Salto em Altura    | Bronze  |
| Cidade do México (MEX) | 1955 | 80 m com barreiras | Bronze  |
| Chicago (EUA)          | 1959 | 80 m com barreiras | Prata   |
| São Paulo (BRA)        | 1963 | 80 m com barreiras | Bronze  |